# Tobermore
Tobermore is een klein dorp in de County Londonderry, Noord-Ierland. Het dorp ligt ten zuiden van Maghera en ten westen van Magherafelt. Bij de plaatselijke voetbalclub Tobermore United FC sloot George Best in 1984 zijn voetballoopbaan af. Een andere voetballer, doelman Harry Gregg, werd in Tobermore geboren.